# Payphone
"Payphone" là một bài hát của ban nhạc Mỹ Maroon 5 hợp tác với rapper người Mỹ Wiz Khalifa nằm trong album phòng thu thứ tư của họ, Overexposed (2012). Nó được phát hành vào ngày 16 tháng 4 năm 2012 như là đĩa đơn đầu tiên trích từ album bởi A&M Octone Records. Bài hát được đồng viết lời bởi giọng ca chính của nhóm Adam Levine với Khalifa và Ammar Malik cũng như những nhà sản xuất của nó là Benny Blanco, Shellback và Robopop. "Payphone" đánh dấu sự hợp tác tiếp theo giữa Maroon 5 với Blanco, Shellback và Malik sau thành công nổi bật của "Moves Like Jagger" (2011). Đây là một bản pop rock và R&B kết hợp với những yếu tố từ hip hop mang nội dung đề cập đến một mối quan hệ tình cảm lãng mạn nhưng kết thúc một cách đột ngột, đã thu hút nhiều sự so sánh với một số tác phẩm trước đây của họ như "She Will Be Loved" (2004) và "Won't Go Home Without You" (2007). Kế hoạch hợp tác giữa Maroon 5 và Khalifa được bắt nguồn từ Blanco, sau khi anh cảm thấy cần sự một sự đổi mới cho âm nhạc của nhóm và chủ động liên hệ với nam rapper để tham gia thực hiện.
Sau khi phát hành, "Payphone" nhận được những phản ứng đa phần là tích cực từ các nhà phê bình âm nhạc, trong đó họ đánh giá cao giai điệu bắt tai cũng như thân thiện với sóng phát thanh của nó, mặc dù vấp phải chỉ trích về sự xuất hiện của Khalifa. Ngoài ra, nó còn gặt hái nhiều giải thưởng và đề cử tại những lễ trao giải lớn, bao gồm một đề cử giải Grammy cho Trình diễn song tấu hoặc nhóm nhạc pop xuất sắc nhất tại lễ trao giải thường niên lần thứ 55. "Payphone" cũng tiếp nhận những thành công vượt trội về mặt thương mại, đứng đầu các bảng xếp hạng ở Canada, Hungary, Ý và Vương quốc Anh, và lọt vào top 10 ở hầu hết những quốc gia nó xuất hiện, bao gồm vươn đến top 5 ở nhiều thị trường lớn như Úc, Áo, Đức, Ireland, Nhật Bản, New Zealand, Hàn Quốc và Thụy Sĩ. Tại Hoa Kỳ, bài hát đạt vị trí thứ hai trên bảng xếp hạng Billboard Hot 100 và phá vỡ kỷ lục về doanh số tiêu thụ trong tuần đầu của một nhóm nhạc, trở thành đĩa đơn thứ năm của Maroon 5 và thứ hai của Khalifa vươn đến top 5, đồng thời tiêu thụ được hơn 5.5 triệu bản tại đây. Tính đến nay, nó đã bán được hơn 13.1 triệu bản trên toàn cầu, trở thành đĩa đơn bán chạy thứ năm của năm 2012 cũng như là một trong những đĩa đơn bán chạy nhất mọi thời đại.
Video ca nhạc cho "Payphone" được đạo diễn bởi Samuel Bayer, trong đó bao gồm những cảnh Levine hạ gục một số tên cướp ngân hàng và cố gắng trở thành "anh hùng" trong một trận mưa đạn khi anh trốn thoát. Sau đó, anh đã cướp một khẩu súng từ một tên cướp và bị nhầm lẫn với một tên cướp, trước khi anh thành công trong việc thoát khỏi một đội cảnh sát. Nó đã nhận được một đề cử tại giải Video âm nhạc của MTV năm 2012 ở hạng mục Video Pop xuất sắc nhất. Một phiên bản có lời cho bài hát cũng được phát hành dưới hình thức đồ họa hoạt hình, trong đó Levine nhìn lại mối quan hệ tình cảm của mình và chiến đấu chống lại quái vật để cứu người phụ nữ già khỏi những kẻ buôn lậu, trước khi Khalifa xuất hiện và cùng tham gia chiến đấu với Levine. Để quảng bá bài hát, Maroon 5 đã trình diễn "Payphone" trên nhiều chương trình truyền hình và lễ trao giải lớn, bao gồm Live on Letterman, Germany's Next Top Model, Today, The Tonight Show with Jay Leno, The Voice (với Khalifa) và The Voice UK, cũng như trong nhiều chuyến lưu diễn của họ. Kể từ khi phát hành, bài hát đã được hát lại và sử dụng làm nhạc mẫu bởi nhiều nghệ sĩ khác nhau, như Pentatonix, Alessia Cara, The Key of Awesome, Sam Tsui, Boyce Avenue và Megan Nicole.

## Danh sách bài hát
- Đĩa CD tại Đức[2]

1. "Payphone" (hợp tác với Wiz Khalifa) – 3:51
2. "Payphone" (hợp tác với Wiz Khalifa) [Thomas Penton/Barry Huffine phối lại] – 4:05

- Đĩa CD tại Hoa Kỳ[3]

1. "Payphone" (hợp tác với Wiz Khalifa) – 3:51
2. "Payphone" (bản không rap) – 3:42

- EP phối lại[4]

1. "Payphone" (hợp tác với Wiz Khalifa) – 3:51
2. "Payphone" (bản không rap) – 3:42
3. "Payphone" (hợp tác với Wiz Khalifa) [Thomas Penton/Barry Huffine phối lại] – 4:05
4. "Payphone" (hợp tác với Wiz Khalifa) [Sound of Arrows phối lại] – 4:05

## Thành phần thực hiện
Thành phần thực hiện được trích từ ghi chú của Overexposed, A&M Octone Records.
Thu âm và phối khí
- Thu âm tại Conway Studios ở Los Angeles, California.
- Phối khí tại MixStar Studios, Virginia Beach, Virginia.

Thành phần
| - Adam Levine – giọng chính, viết lời - Benny Blanco – viết lời, sản xuất, kỹ sư, lập trình, hỗ trợ đàn phím và synthesizer - Mickey Madden - guitar bass - PJ Morton - đàn phím, synthesizer, giọng nền - Matt Flynn – trống - Ammar Malik – viết lời - Robopop – viết lời, hỗ trợ sản xuất, hỗ trợ đàn phím, synthesizer và guitars - Shellback – viết lời, sản xuất, thu âm, lập trình, hỗ trợ bass, đàn phím, synthesizer, đàn acoustic, giọng nền - Wiz Khalifa – nghệ sĩ hợp tác góp giọng, đoạn rap, viết lời - James Valentine - guitar dẫn và đàn nhịp, lập trình - Noah "Mailbox" Passovoy – thu âm | - Bradford Smith – kỹ sư - Chris Sclafani – kỹ sư - Jonathan Mann – kỹ sư - Eric Eylands – hỗ trợ kỹ sư - John Hanes – kỹ sư phối khí - Phil Seaford – hỗ trợ kỹ sư phối khí - Andrew "Muffman" Luftman – hỗ trợ kỹ sư - Scott "Yarmov" Yarmovsky – hỗ trợ kỹ sư - Sam "Såklart" Holland – hỗ trợ kỹ sư - Jeremy "Jboogs" Levin – phối hợp sản xuất - David "D Silb" Silberstein – phối hợp sản xuất |

## Xếp hạng
| Bảng xếp hạng (2012-13)                    | Vị trí cao nhất |
| ------------------------------------------ | --------------- |
| Úc (ARIA)                                  | 2               |
| Áo (Ö3 Austria Top 40)                     | 5               |
| Bỉ (Ultratop 50 Flanders)                  | 8               |
| Bỉ (Ultratop 50 Wallonia)                  | 8               |
| Brazil (ABPD)                              | 4               |
| Canada (Canadian Hot 100)                  | 1               |
| Cộng hòa Séc (Rádio Top 100)               | 6               |
| Đan Mạch (Tracklisten)                     | 7               |
| Châu Âu Digital Song Sales (Billboard)     | 1               |
| Phần Lan (Suomen virallinen lista)         | 6               |
| Pháp (SNEP)                                | 8               |
| Đức (Official German Charts)               | 4               |
| Hungary (Rádiós Top 40)                    | 1               |
| Ireland (IRMA)                             | 2               |
| Israel (Media Forest)                      | 2               |
| Ý (FIMI)                                   | 1               |
| Nhật Bản (Japan Hot 100)                   | 5               |
| Luxembourg (Billboard)                     | 3               |
| Mexico Inglés (Billboard)                  | 1               |
| Hà Lan (Dutch Top 40)                      | 8               |
| Hà Lan (Single Top 100)                    | 14              |
| New Zealand (Recorded Music NZ)            | 2               |
| Na Uy (VG-lista)                           | 8               |
| Bồ Đào Nha (Billboard)                     | 4               |
| Scotland (OCC)                             | 1               |
| Slovakia (Rádio Top 100)                   | 10              |
| Hàn Quốc (Gaon)                            | 5               |
| Hàn Quốc (Gaon International Singles)      | 1               |
| Tây Ban Nha (PROMUSICAE)                   | 14              |
| Thụy Điển (Sverigetopplistan)              | 6               |
| Thụy Sĩ (Schweizer Hitparade)              | 4               |
| Anh Quốc (OCC)                             | 1               |
| Hoa Kỳ Billboard Hot 100                   | 2               |
| Hoa Kỳ Adult Contemporary (Billboard)      | 2               |
| Hoa Kỳ Adult Pop Airplay (Billboard)       | 1               |
| Hoa Kỳ Pop Airplay (Billboard)             | 1               |
| Hoa Kỳ Dance Club Songs (Billboard)        | 24              |
| Hoa Kỳ Rhythmic (Billboard)                | 9               |
| Venezuela Pop Rock General (Record Report) | 1               |

| Bảng xếp hạng (2012)                       | Vị trí |
| ------------------------------------------ | ------ |
| Australia (ARIA)                           | 11     |
| Austria (Ö3 Austria Top 40)                | 32     |
| Belgium (Ultratop 50 Flanders)             | 33     |
| Belgium (Ultratop 50 Wallonia)             | 30     |
| Canada (Canadian Hot 100)                  | 4      |
| Denmark (Tracklisten)                      | 21     |
| France (SNEP)                              | 43     |
| Germany (Official German Charts)           | 30     |
| Hungary (Rádiós Top 40)                    | 9      |
| Ireland (IRMA)                             | 11     |
| Israel (Media Forest)                      | 12     |
| Italy (FIMI)                               | 10     |
| Japan (Japan Hot 100)                      | 20     |
| Netherlands (Dutch Top 40)                 | 40     |
| Netherlands (Single Top 100)               | 52     |
| New Zealand (Recorded Music NZ)            | 7      |
| South Korea (Gaon)                         | 48     |
| South Korea (Gaon International Singles)   | 1      |
| Spain (PROMUSICAE)                         | 36     |
| Sweden (Sverigetopplistan)                 | 54     |
| Switzerland (Schweizer Hitparade)          | 24     |
| UK Singles (Official Charts Company)       | 9      |
| US Billboard Hot 100                       | 4      |
| US Adult Contemporary (Billboard)          | 11     |
| US Adult Top 40 (Billboard)                | 6      |
| US Pop Songs (Billboard)                   | 5      |
| US Rhythmic Songs (Billboard)              | 45     |
| Venezuela Pop Rock General (Record Report) | 1      |
| Worldwide (IFPI)                           | 5      |
| Bảng xếp hạng (2013)                       | Vị trí |
| South Korea (Gaon International Singles)   | 8      |
| US Adult Contemporary (Billboard)          | 34     |
| Bảng xếp hạng (2014)                       | Vị trí |
| South Korea (Gaon International Singles)   | 34     |
| Bảng xếp hạng (2015)                       | Vị trí |
| South Korea (Gaon International Singles)   | 27     |
| Bảng xếp hạng (2016)                       | Vị trí |
| South Korea (Gaon International Singles)   | 42     |
| Bảng xếp hạng (2017)                       | Vị trí |
| South Korea (Gaon International Singles)   | 59     |

| Bảng xếp hạng                        | Vị trí |
| ------------------------------------ | ------ |
| UK Singles (Official Charts Company) | 280    |
| US Billboard Hot 100                 | 524    |

## Chứng nhận
| Quốc gia                                                                           | Chứng nhận  | Số đơn vị/doanh số chứng nhận |
| ---------------------------------------------------------------------------------- | ----------- | ----------------------------- |
| Úc (ARIA)                                                                          | 5× Bạch kim | 350.000^                      |
| Áo (IFPI Áo)                                                                       | Vàng        | 15.000*                       |
| Canada (Music Canada)                                                              | 5× Bạch kim | 400.000*                      |
| Đan Mạch (IFPI Đan Mạch) Nhạc số                                                   | Bạch kim    | 30.000^                       |
| Đan Mạch (IFPI Đan Mạch) Streaming                                                 | 3× Bạch kim | 3.900.000^                    |
| Đức (BVMI)                                                                         | Bạch kim    | 500.000‡                      |
| Ý (FIMI)                                                                           | 2× Bạch kim | 60.000*                       |
| Nhật Bản (RIAJ)                                                                    | Bạch kim    | 250.000^                      |
| México (AMPROFON)                                                                  | 3× Bạch kim | 300.000*                      |
| New Zealand (RMNZ)                                                                 | 2× Bạch kim | 30.000*                       |
| Hàn Quốc (Gaon Chart)                                                              | —           | 3,442,536                     |
| Thụy Sĩ (IFPI)                                                                     | Bạch kim    | 30.000^                       |
| Anh Quốc (BPI)                                                                     | Bạch kim    | 1,033,753                     |
| Hoa Kỳ (RIAA)                                                                      | 7× Bạch kim | 7.000.000^                    |
| * Chứng nhận dựa theo doanh số tiêu thụ. ^ Chứng nhận dựa theo doanh số nhập hàng. |             |                               |